# メイフェアサラダドレッシング
メイフェアサラダドレッシング(Mayfair salad dressing)は、セントルイスのメイフェアホテルで作られた、アンチョビを用いたドレッシングである。ミズーリ州で初めての5つ星ホテルであるこのホテルのレストラン"The Mayfair Room"で最初に提供された。シェフのFred Bangerterが1953年頃に発明したと考えられている。この時代で1番のウエイターであるHarry Amosの名前が挙げられることもある。

## 材料
伝統的には、コーン油やキャノーラ油等の油、全卵をベースに、アンチョビ、ニンニク、マスタード（ホースラディッシュのマスタードが使われることもある）、セロリ、タマネギ、シャンパン、黒コショウを加える。グルタミン酸ナトリウムを加えることもある。
セントルイスの歴史あるNantucket Cove restaurantでは、オーナーがメイフェアホテルから直接、厳重に守られた秘密のレシピを購入し、看板メニューとなっている。オリジナルのレシピは秘密となっているが、今日では、セントルイスのレストランで様々にアレンジしたメイフェアサラダドレッシングがメニューに載っている。